# Neurogomphus
Neurogomphus é um género de libelinha da família Gomphidae.
Este género contém as seguintes espécies:
- Neurogomphus dissimilis
- Neurogomphus featheri
- Neurogomphus pinheyi
- Neurogomphus zambeziensis